# Szare Szeregi

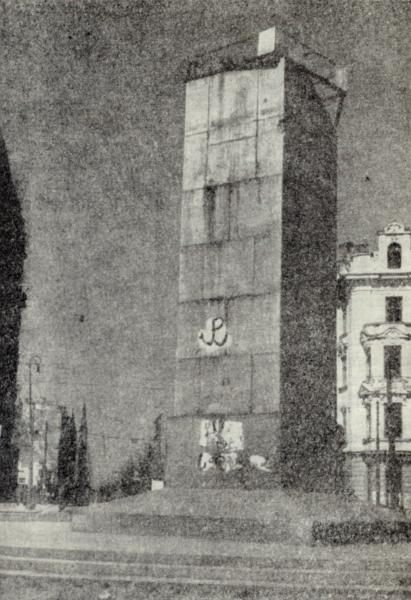
Malá sabotáž: kotwica (znak Polského podzemního státu a Zemské armády) na pomníku uprostřed náměstí ve Varšavě – dílo harcerů z Válečných škol. Těmito kousky se mladí harceři připravovali na mnohem nebezpečnější akce. Kotwici na této straně namaloval Jan Gut, další na druhé straně pomníku Jan Bytnar.

Szare Szeregi (česky Šedivé/Šeré/Šedé řady/zástupy) bylo krycí jméno pro harcerskou odbojovou organizaci složenou z členů ZHP, působící v Polsku za okupace v letech 1939–1945. Szare Szeregi založil sbor členů Náčelnické rady harcerů (Naczelna Rada Harcerska) 27. září 1939. Organizace úzce spolupracovala s polským podzemním státem a se Zemskou armádou.
V širším slova smyslu zahrnovalo krycí jméno celé ZHP, které bylo po čas okupace ilegální. Do přelomu let 1943/1944 řídilo organizaci ZHP v okupovaném Polsku pětičlenné náčelnictvo, poté počet členů vzrostl na šest. Vůdcem organizace byl nejprve harcmistr RP P. Jan Mauersberger, po jeho smrti v roce 1942 jej vystřídal Tadeusz Kupczyński.
Vůdci skupiny Szare Szeregi v užším slova smyslu (tj. vůdci tajné organizace přímo určené pro aktivní podzemní operace) byli náčelníci Hlavního velitelství Pasieka, kterými byli postupně Florian Marciniak (1939–1943), Stanisław Broniewski (1943–1944) a Leon Marszałek (1944–1945).

## Struktura organizace

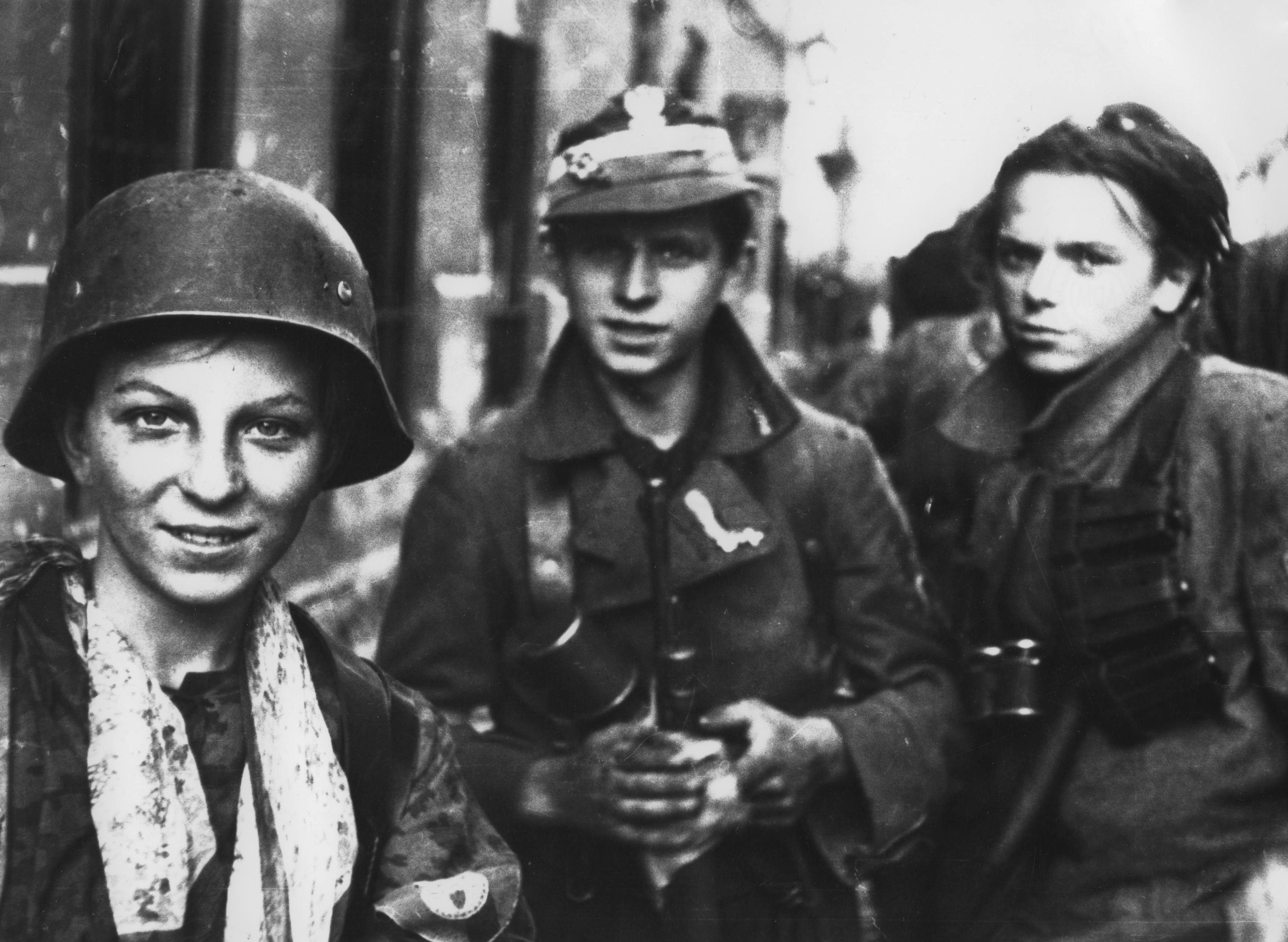
Varšavské povstání, 2. září 1944: Příslušníci původně diverzního praporu Miotła, složeného mimo jiné z harcerů. V helmě harcer Tadeusz Rajszczak („Maszynka“).

Organizace se postupně po všech stránkách vyvíjela, jméno Szare Szeregi, původně používané pouze v Poznani, bylo přijato celou organizací až v roce 1940. Původně se pro odbojovou činnost počítalo pouze s harcery staršími 17 let, později však, z důvodu enormního zájmu mladých, ztrát mezi starými harcery i rostoucímu přídělu úkolů, byla organizace rozšířena. Její členění bylo jednak územní, jednak věkové.

### Věková struktura
Zhruba v roce 1942 se utvořilo členění na tři věkové skupiny: Zawisza, Válečné školy a Útočné skupiny. Dívky byly cvičeny odděleně od chlapců a k jiným úkolům.
- Zawisza (12–15 let)

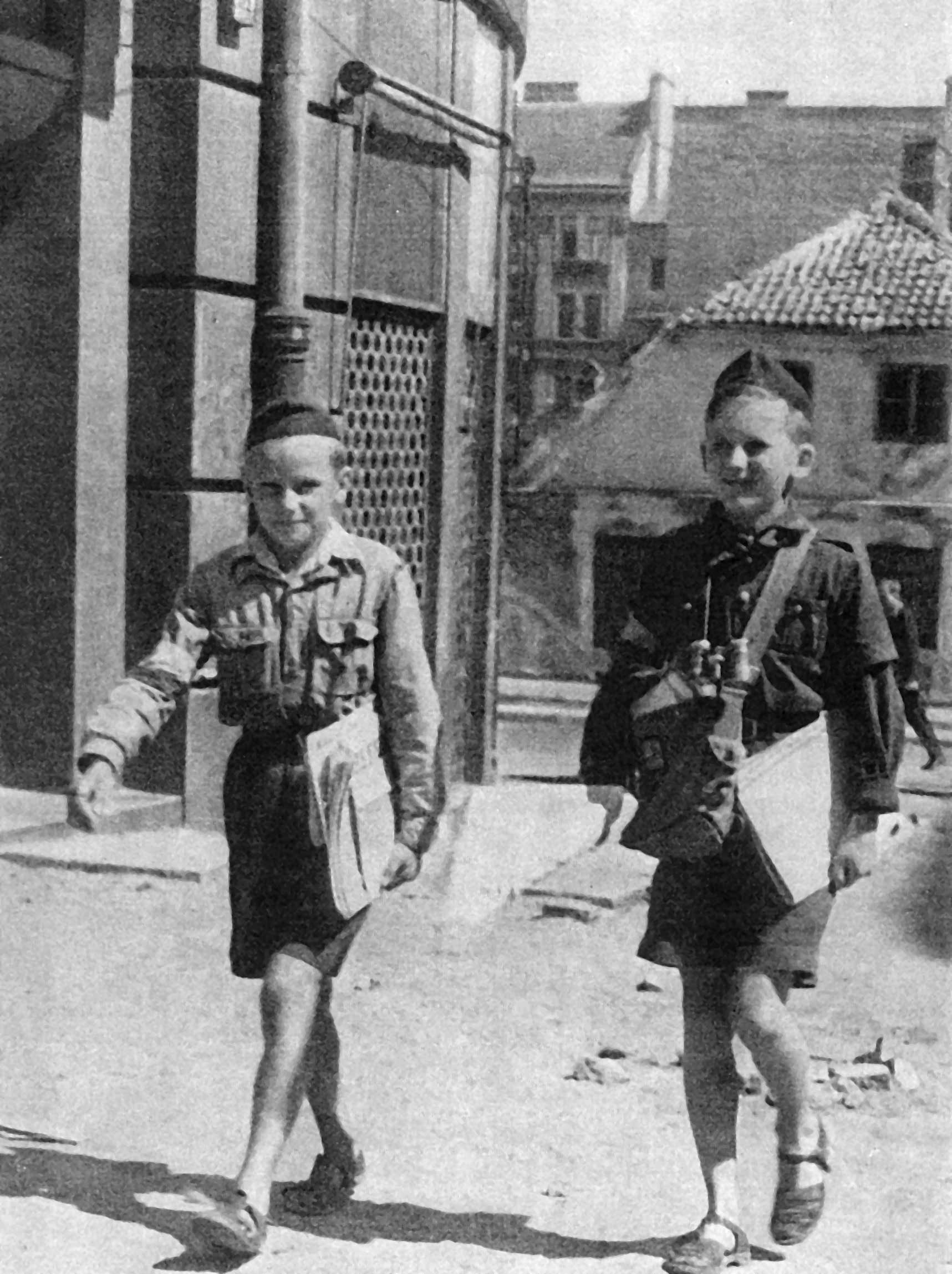
Harcerská polní pošta: Členové Zawiszy v roli poštovních doručovatelů.

V Zawiszovi se nejmladší odbojáři učili základní dovednosti pro pozdější odbojovou a podpůrnou činnost. Výjimečně se účastnili akcí, v nichž nehrozilo prakticky žádné riziko, aby získali zkušenosti. Za varšavského povstání byli chlapci i děvčata Zawiszy páteří Harcerské polní pošty či byli využívání jako poslové či pro další nebojové úkoly. Nutno poznamenat, že v rámci svých úkolů museli často překonávat zemi nikoho. Přímé bojové nasazení bylo zprvu výjimečné, posléze se ale stalo (minimálně u chlapců) běžným. Nezastupitelnou roli hráli chlapci tohoto věku, včetně řady členů Zawiszy, v tzv. „kanálových jednotkách“, neboť ty vyžadovaly členy drobné postavy. Děvčata byla krom polní pošty využívána ještě jako pomocná ošetřovatelská síla a pro další zázemní činnost (výpomoc v kuchyních a šití uniforem).
- Válečné školy (Szkoły Bojowe či BS; 16–18 let)

Zintenzívňovala se výuka bojových dovedností, jejich členové se připravovali na přímé bojové nasazení a účastnili se i nebezpečnějších akcí, jako byly tzv. malé sabotáže (akce propagandistického rázu, jako strhávání nacistických symbolů, kreslení symbolů Polského podzemního státu na veřejných prostranstvích, šíření letáků) či jednodušší výzvědné akce (např. sledování a hlášení pohybů německých ozbrojenců). Dívky v tomto věku byly cvičeny pro podpůrné činnosti: jako ošetřovatelky, pozorovatelky, listonošky, spojky, spojovatelky a administrativní pracovnice. Ve Varšavě vznikla zvláštní organizace pro malé sabotáže, Wawer.

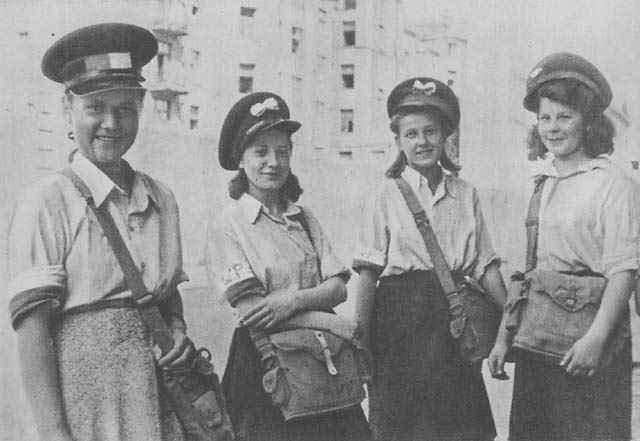
Listonošky Harcerské polní pošty.

Za Varšavského povstání se mužská část Waweru i dalších družin zapojila do struktur Zemské armády a účastnila se přímo bojových akcí, zatímco dívky tohoto věku nastoupily na plnění svých podpůrných rolí. Oboje skupiny utrpěly těžké ztráty nejen v boji a při dělostřeleckém a leteckém bombardování, ale též i z toho důvodu, že Němci až do oficiální kapitulace zpravidla nebrali zajatce a vzdávající se bojovníky i podpůrný personál bez ohledu na věk a pohlaví prostě povraždili.
- Útočné skupiny (Grupy Szturmowe či GS; nad 18 let)

Útočné skupiny podléhaly velení Zemské armády. Jejich členové dokončovali výcvik a zapojovali s již přímo do bojových akcí či je někdy i samostatně organizovali. Jedním z jejich nejslavnějších samostatných počinů byla legendární Akce u Arsenálu, v níž osvobodili z rukou gestapa přes dvacet vězňů. Účastnili se i nejobtížnějších akcí a nesli všechna rizika konspirace.

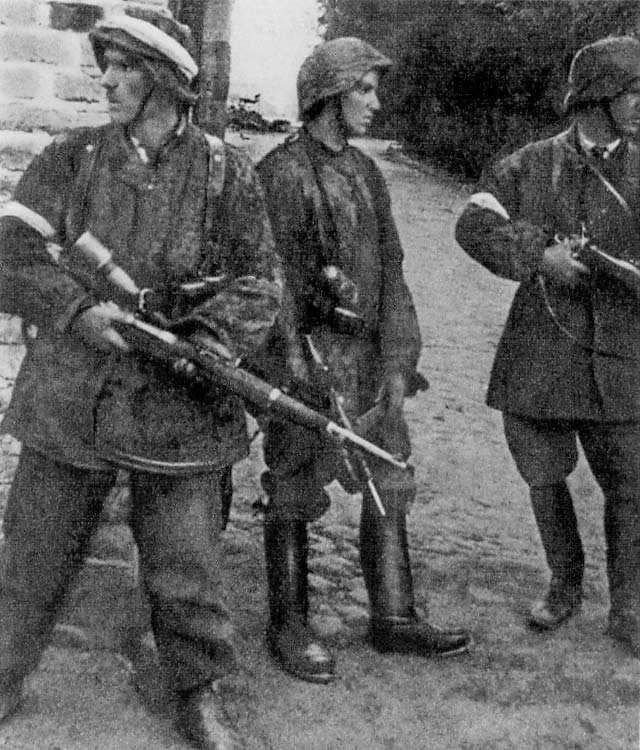
Varšavské povstání, 5. srpen: Hlídka harcerů roty Rudy praporu Zośka. Zleva Wojciech Omyła († 8. srpna), Juliusz Bogdan Deczkowski († 1998) a Tadeusz Milewski (padl ještě týž den).

Za varšavského povstání patřily harcerské jednotky (zejména prapor zvláštního určení Parasol a prapor Zośka) k vůbec nejlepším jednotkám povstalců. Oba bojovaly až do všeobecné kapitulace, přičemž utrpěly asi 80% ztráty. Vysoce hodnoceny byly i prapory Baszta a Wigry a jednotky bojující po boku partyzánů v horách Svatého Kříže. Ženy plnily podpůrné role, na rozdíl mladších harcerek běžně působily jako polní ošetřovatelky a spojky přímo na čáře dotyku s nepřítelem. I ony utrpěly strašlivé ztráty, jednak protože Němci nerespektovali znak červeného kříže, jednak protože vraždili zajatce, včetně ošetřovatelek.